# Torre della Serpe
La Torre del Serpe è una torre che faceva parte del tracciato due-trecentesco delle Mura di Firenze.

## Storia
Questa torre, oggi situata in un'isola nei trafficati viali di Circonvallazione in mezzo al viale Fratelli Rosselli, aveva una funzione di guardia ed era un tempo vicina ad una postierla, cioè una porticina nascosta nelle mura usata dai militari di ronda. In questo punto le mura formavano un angolo, che spiega la presenza della torre: le mura, provenendo dalla vicina Porta al Prato, curvavano ad angolo retto in direzione dell'Arno, che idealmente attraversavano per ripartire sull'altra sponda del fiume all'altezza del Torrino di Santa Rosa.
La struttura è piuttosto semplice con il coronamento originale merlato. Il nome deriverebbe da un famoso capo-guardia denominato "Serpe".
È la prima testimonianza delle mura che si incontra nella riva nord dell'Arno a partire da ovest. Nelle vicinanze esisteva un'altra porta, la Porticciola, che fu distrutta durante la costruzione dei viali e che si trovava sul luogo dell'attuale consolato americano.
Ora è sede della Sezione di Firenze del CNGEI.